# Як-12
Як-12 (по кодификации НАТО — Creek) — лёгкий многоцелевой транспортный самолёт. Был разработан КБ А. С. Яковлева по личному заданию[значимость факта?] И. В. Сталина.

## История
Необходимость в замене устаревших легкомоторных самолётов По-2 и УТ-2 возникла еще до Великой Отечественной войны, но война изменила планы авиаконструкторов. Сразу после войны ОКБ А. С. Яковлева начало проектировать лёгкий самолёт многоцелевого назначения. Конструкторы стремились создать дешевую, простую в производстве и неприхотливую в эксплуатации машину, которую можно было бы использовать для перевозки пассажиров, почты и грузов на коротких местных линиях; как санитарную; для аэропосева, подкормки растений удобрениями, опыления зеленых насаждений; в аэроклубах для буксировки планеров и для обучения прыжкам с парашютом.
В 1946 году самолёт прошёл испытания. Почти сразу же было начато серийное производство. Основной вариант Як-12 обладал хорошими для своего класса машин лётными данными. Самолёт оснащался радиостанцией и приборами, обеспечивающими возможность полётов ночью и в сложных метеоусловиях, длина разбега 120 м, пробега − 150 м. Модифицированный Як-12М выпускался в Польше под обозначением PZL-101 Gawron.
В 1972 году эксплуатация Як-12 в гражданской авиации СССР была прекращена в связи с выработкой установленного ресурса и сроков службы.
Самолёты Як-12 с моторами М-11ФР, а позже Як-12Р, Як-12М и Як-12А широко эксплуатировались в ДОСААФ. На 15 сентября 1975 г. в ДОСААФ находилось 387 самолётов типа Як-12М, в том числе 120 числились в ремонте. Самолёты Як-12 эксплуатировались в ДОСААФ до 1989 года, а некоторое количество самолётов оставалось там на хранении ещё в течение нескольких лет.
Небольшое число этих самолётов остаётся в эксплуатации до настоящего времени (в частных аэроклубах).

## Конструкция
Як-12 — моноплан с высокорасположенным крылом, с неубирающимся шасси. Консоли крыла поддерживаются подкосами, упирающимися в фюзеляж. Конструкция смешанная. При изготовлении самолёта использовался дюралюмин, сталь, дерево и полотно. Кабина закрытая, двух-трёхместная.
- Фюзеляж. Каркас фюзеляжа — сварная ферма из хромансилевых труб с опалубкой из деревянных реек. Обшивка передней части фюзеляжа, до кабины, — съёмные дюралевые панели. Хвостовая часть обшита полотном. Кабина двух-трёхместная. За креслами пилота и пассажира расположен просторный отсек. В санитарном варианте там располагались носилки и сиденье для врача. В хвостовой части располагался отсек радиооборудования. Двери расположены по обеим сторонам кабины. За кабиной находился большой грузовой люк, закрытый откидывающейся вверх дюралевой крышкой.[2]
- Крыло — двухлонжеронное, деревянное. В плане крыло прямоугольной формы с округлыми законцовками. Обшивка крыла — фанера, обклеенная полотном. Вдоль передней кромки крыла установлен неподвижный дюралевый предкрылок. Крыло крепилось к фюзеляжу с помощью V-образных подкосов из стальных труб с алюминиевыми обтекателями. Механизация крыла — посадочные щитки и элероны. Конструкция щитков и элеронов — каркас дюралевый, обшивка из полотна. Посадочные щитки и элероны шарнирно крепились к заднему лонжерону крыла.[2]
- Хвостовое оперение. Киль и стабилизатор имели лёгкий дюралевый каркас с полотняной обшивкой. Конструкция рулей высоты и руля направления аналогичная. Консоли стабилизатора соединены с килем и фюзеляжем стальными расчалками. Рули высоты снабжены триммерами и роговой аэродинамической компенсацией. Проводка управления рулями мягкая, тросовая.[2]
- Шасси — неубирающееся, трёхопорное, обычной схемы с хвостовым колесом. Основные стойки пирамидального типа. Резионые амортизаторы размещались внутри фюзеляжа. Широкая колея и пневматики колёс низкого давления позволяли самолёту производить взлёт и посадку с грунтовых аэродромов и неподготовленных площадок. Зимой колёса могли заменяться на лыжи.[2]
- Силовая установка — четырёхтактный пятицилиндровый радиальный двигатель воздушного охлаждения М-11ФР мощностью 160 л. с. Воздушный винт двухлопастный, металлический с изменяемым шагом. Диаметр винта 2,5 м.

В корневой части крыла у фюзеляжа размещались бензобаки, закрытые съёмными алюминиевыми крышками. Маслобак находился в фюзеляже между двигателем и кабиной.

## Модификации
Фактически под обозначением Як-12 выпускалось три разных серийных самолёта одного класса, внешне похожих, но имевших существенные отличия в аэродинамике и конструктивно-силовой схеме планера, а также различные двигатели и системы управления:
- изначальный вариант Як-12 с простым деревянным крылом и двигателем М-11 и Як-12А с усовершенствованным деревянным крылом
- Як-12М с полностью переделанной задней часть фюзеляжа и оперением, часть модификаций с двигателем АИ-14
- Як-12Р с цельнометаллическим крылом, фюзеляжем значительно большего объема, двигателем АИ-14 и штурвальным управлением (аналогичным Як-18Т)

| Название модели              | Краткие характеристики, отличия. |
| ---------------------------- | --- |
| Як-12 «изделие 21А»          | Первоначальный опытный образец и серийный вариант; выпущено не менее 300 машин, в основном для военной авиации. |
| Як-12 поплавковый (опытный)  | Отличался деревянными поплавками. Изготовлен в 1949 году. |
| Як-12А                       | Серийный вариант с новым крылом и переделанным оперением; выпущено около 1500 машин в основном для гражданской авиации; в ВВС применялся как самолёт связи. |
| Як-12Б                       | Экспериментальный вариант укороченного взлёта и посадки схемы биплан с двигателем АИ-14РФ. |
| Як-12ГР                      | Двухпоплавковый гидросамолёт, вариант первоначального серийного самолёта с двигателем М-11ФР. |
| Як-12М                       | Имел удлинённую заднюю часть фюзеляжа, значительно увеличенное хвостовое оперение и четырёхместную кабину; подварианты использовались в сельскохозяйственной авиации, в качестве санитарных самолётов и для прыжков с парашютом; выпущено свыше 1000 машин; также строились по лицензии в Польше.                                   |
| Як-12ММ                      | Поплавковый (опытный). |
| Як-12МС                      | Поисково-спасательный (опытный). Отличался дополнительным оборудованием, блистерами на дверях кабины. Изготовлен в 1958 году. |
| Як-12Р                       | Вариант с двигателем АИ-14Р, с крылом увеличенного размаха цельнометаллической конструкции; в стандартной загрузке вмещал пилота и двух пассажиров; выпущено около 2000 машин; использовался ВВС и Управлением гражданской авиации СССР; лёгкий грузовой и санитарный варианты; несколько вариантов построено по лицензии в Польше. |
| Як-12Р поплавковый (опытный) | Отличался металлическими поплавками, винтом В-503Р-Д11, доработанным капотом, увеличенным запасом топлива. Изготовлен летом 1951 года. |
| Як-12С                       | Санитарный вариант с двигателем М-11ФР, отличался дверью в левом борту для погрузки больного на носилках. Первый полёт в 1948 году; вмещал одни носилки и сопровождающего медработника, а также комплект первой медицинской помощи. Серийно выпускался с 1949 года.                                                                 |
| Як-12СХ                      | Вариант 1948 года самолёта сельскохозяйственной авиации с бункером для химикатов. |
| Як-12УТ                      | Учебно-тренировочный вариант. Отличался двойным управлением, составом оборудования. |
| PZL-101 Gawron               | Польская модификация Як-12М. Разработан в 1958 году. В 1960—1969 годах изготовлено 325 самолётов. Выпускался по лицензии в Польской Народной Республике. |
| Shenyang Type 5              | Выпускался по лицензии в Китайской Народной Республике. |

## Тактико-технические характеристики
Як-12 — подкосный высокоплан, оперение подкосно-расчалочное. Неубирающееся шасси снабжено тормозной системой.

### Технические характеристики
- Экипаж: 1 человек
- Высота самолёта: 3,76 м
- Длина: 8,36 м
- Размах крыла: 12,00 м
- Площадь крыла: 21,60 м²
- Масса
  - Пустого: 830 кг
- Максимальная взлётная 1185 кг
- Полезная нагрузка: 2 пассажира или 355 кг груза
- Двигатели: 1 ПД М-11ФР
- Мощность: 1 х 160

### Лётные характеристики
- Максимальная скорость: 194 км/ч
- Крейсерская скорость: 169 км/ч
- Дальность полёта: 810 км
- Продолжительность полёта 4 ч.
- Практический потолок: 4100 м

## Аварии и катастрофы
| Дата       | Бортовой номер | Место катастрофы                                                                                 | Жертвы | Краткое описание |
| ---------- | -------------- | ------------------------------------------------------------------------------------------------ | ------ | --- |
| 14.08.1957 | Л4257          | аэропорт Марково                                                                                 | 1/1    | Пилот в состоянии алкогольного опьянения произвёл несанкционированный взлёт. |
| 16.10.1959 | 40732          | Якутская АССР, 108 км от аэропорта Усть-Мая                                                      | 1/1    | Столкновение двух самолётов. Один успешно приземлился, второй упал в лес и был обнаружен только через 28 дней. |
| 10.07.1960 | 72705          | Якутская АССР, 4,5 км южнее площадки Томпо                                                       | 1/3    | Воздушное хулиганство со стороны пилота. |
| 10.09.1961 | 44348          | Армянский ССР, Нижний Чарбах, близ Еревана                                                       | 1/4    | На борту было 3 пассажира они были угонщиками, самолёт врезался в землю, перевернулся и остановился. |
| 18.07.1964 | 05768          | Якутская АССР, 10 км от Бес Кюэля                                                                | 3/3    | Преступные действия пилота, задел деревья и самолёт потерпел катастрофу. |
| 22.03.1965 | 72683          | Украинская ССР, Луганская область, Кременский район, 10 км западнее населённого пункта Кременная | 1/1    | Потерпел катастрофу вследствие обрыва верхнего троса управления рулём высоты. Разрушение верхнего троса управления рулём высоты имеет усталостный характер. |
| 30.03.1965 | 90632          | Казахская ССР, Семипалатинская область, район а/д Семипалатинск                                  | 4/4    | Комиссия установила, что падение самолёта произошло в перевёрнутом положении. Это полностью подтверждает то, что падение самолёта произошло от воздействия возмущённого воздушного потока от струи проходящего самолёта. При полёте с пересекающим курсом следования самолёт Як-12А попал в струю самолёта Ил-18 борт 75524. |
| 28.07.1965 | 62600          | Тульская область, Плавский район, совхоз Дружба                                                  | 1/2    | Недисциплинированность пилота, взлетевшего из хулиганских побуждений с целью пролёта над домом знакомой, с посторонним лицом на борту. |
| 09.10.1965 | 74117          | Ульяновская область, Тереньгульский район, близ н.п. Скрипино                                    | 2/2    | Наиболее вероятной причиной катастрофы является отвлечение внимания пилотом от пилотирования самолёта. Отвлечённый пилот не заметил потери высоты и быстрого приближения к препятствию, а когда увидел крутой склон возвышенности в непосредственной близости, резко взял ручку на себя, создав при этом повышенную перегрузку. Вследствие этого и малого расстояния для выполнения манёвра самолёт, почти не изменяя траектории полёта, столкнулся со склоном возвышенности. |
| 09.07.1966 | 05776          | Астраханская область, Лиманский район, село Рынок                                                | 2/2    | Главной причиной катастрофы явилась допущенная пилотом ошибка в технике пилотирования, выразившаяся в увеличении крена в процессе разворота более 30°, что привело к входу самолёта в крутую спираль и столкновению с землёй. |
| 20.07.1966 | 56478          | Белорусская ССР, Минская область, Минский район, близ дер. Кунцевщина (ныне район г. Минск)      | 1/1    | Главной причиной катастрофы является недисциплинированность пилота, выразившаяся в том, что он принял к обработке непригодный участок и производил работы на недопустимо малой высоте над ЛЭП и над пересечённой местностью. |
| 14.08.1966 | 90683          | Казахская ССР, Павлодарская область, 18 км восточнее а/п Экибастуз                               | 2/2    | Главной причиной катастрофы явилось воздушное хулиганство, допущенное пилотом в нетрезвом состоянии. |
| 25.09.1966 | 56409          | Кировская область, Кикнурский район, с. Шапта                                                    | 1/1    | Непосредственной причиной катастрофы явились хулиганские действия в полёте пилота. |
| 27.10.1966 | 14249          | Калининградская область, Багратионовский район, колхоз «Путь к коммунизму»                       | 1/1    | Основной причиной лётного происшествия является срыв самолёта на развороте в результате резкого ввода в него с недопустимо большим креном. |
| 29.12.1966 | 14149          | Тюменская область, Юргинский район, н.п. Юргинское                                               | 1/4    | Основной причиной происшествия является нарушение пилотом минимума погоды при посадке (производил заход на посадку в условиях уплотнения дымки и слабого снегопада, резко ухудшивших горизонтальную видимость), а также растерянность, поспешные и неправильные действия пилота при уходе на второй круг в сторону препятствий. |
| 14.01.1968 | 62582          | Архангельская область, Виноградовский район, 2,5 км северо-восточнее дер. Филинская              | 4/4    | Основной причиной катастрофы является потеря пилотом ориентации в пространстве при выходе на широкую заснеженную пойму реки Северная Двина на малой высоте и при наличии в данном районе снегопада с кратковременным зарядом с видимостью менее 2 км. |
| 27.07.2017 | UP-LA127       | Алма-Атинская область Жаркент                                                                    | 2/2    | Упал и загорелся во время проведения химобработки полей |
| 17.07.2020 | RA-2494G       | Шибетский залив, о. Ольхон, оз. Байкал                                                           | 0/4    | На экскурсионно-обзорном полёте на высоте 300 метров перестал работать двигатель, пилот умело спланировал на воду Шибетского залива, приводнившись в нескольких метрах от берега. Жертв нет, серьёзных травм нет. Як-12А. |

## В культуре
Самолёты Як-12 использовались при съёмках фильмов:
- «Разрешите взлёт!»
- «Последний дюйм»
- «Всадники»
- «Ва-Банк 2»
- «Дважды рожденный»
- «Тени исчезают в полдень» (третья серия)
- « Ясь и Янина»